# Livenii lui Enescu
Livenii lui Enescu este un film românesc din 1958 regizat de Ion Bostan. Rolurile principale au fost interpretate de actorii George Enescu.

## Distribuție
Distribuția filmului este alcătuită din:
- George Enescu